# Organische Bodensubstanz

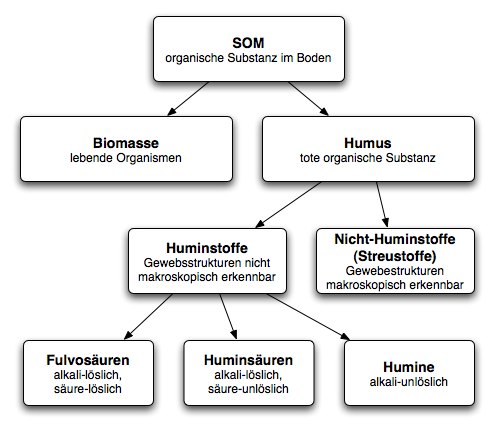
Mögliche Einteilung der organischen Substanz im Boden

Die organische Bodensubstanz (OBS), englisch soil organic matter (SOM), ist ein zusammenfassender Begriff für die organische Substanz im Boden. 
Eine mögliche Einteilung der organischen Bodensubstanz ist in der Abbildung dargestellt. Danach besteht sie aus:
- lebender organischer Substanz (Biomasse) und
- toter organischer Substanz (Humus und Detritus).

In Mineralböden besteht die organische Substanz durchschnittlich zu 85 % aus Humus, zu etwa 10 % aus Pflanzenwurzeln und zu ungefähr 5 % aus Edaphon (Bodenflora und Bodenfauna).
Der Humus kann weiter in Huminstoffe und Nicht-Huminstoffe, sogenannte Streustoffe, eingeteilt werden. Erstere werden oft in drei Fraktionen untergliedert: Humine, Huminsäuren und Fulvosäuren. Des Weiteren unterscheidet man partikuläre SOM (ausgefallene Präzipitate) und adsorbierte SOM (an Minerale bzw. den Mineralboden gebunden) sowie gelöste organische Substanz (englisch: dissolved organic matter, DOM).